# Galepsus birkenmeierae
Galepsus birkenmeierae är en bönsyrseart som beskrevs av Max Beier 1969. Galepsus birkenmeierae ingår i släktet Galepsus och familjen Tarachodidae. Inga underarter finns listade i Catalogue of Life.